# Zhang Miao (tennis de table)
Dans ce nom chinois, le nom de famille, Zhang, précède le nom personnel Miao.
Pour les articles homonymes, voir Zhang Miao et Zhang.
Zhang Miao (en chinois : 张淼), née le 8 juillet 1991 à dans la province de l'Anhui, est une pongiste handisport chinoise concourant en classe 4. Elle possède deux titres asiatiques (2010, 2014), deux titres mondiaux (2014) et deux titres paralympiques (2012, 2020).

## Biographie
Elle est victime de la poliomyélite durant l'enfance.

## Palmarès

### Jeux paralympiques
- médaille d'or par équipes classe 4-5 aux Jeux paralympiques d'été de 2012 à Londres
- médaille d'or par équipes classe 4-5 aux Jeux paralympiques d'été de 2020 à Tokyo
- médaille d'argent en individuel classe 4 aux Jeux paralympiques d'été de 2016 à Rio de Janeiro
- médaille de bronze en individuel classe 4 aux Jeux paralympiques d'été de 2020 à Tokyo

### Championnats du monde
- médaille d'or en individuel classe 4 aux Mondiaux 2014 à Pékin
- médaille d'or par équipes classe 5 aux Mondiaux 2014 à Pékin
- médaille de bronze en individuel classe 4 aux Mondiaux 2018 à Laško

### Jeux para-asiatiques
- médaille d'or par équipes classe 4-5 aux Jeux para-asiatiques de 2010 à Canton
- médaille d'or par équipes classe 4-5 aux Jeux para-asiatiques de 2014 à Incheon
- médaille d'argent en individuel classe 4 aux Jeux para-asiatiques de 2014 à Incheon
- médaille de bronze en individuel classe 4 aux Jeux para-asiatiques de 2010 à Canton
- médaille de bronze en individuel classe 4 aux Jeux para-asiatiques de 2018 à Jakarta
- médaille de bronze en double classe 3-5 aux Jeux para-asiatiques de 2018 à Jakarta